# Toshiyuki Takagi
Toshiyuki Takagi (jap. 高木 俊幸 Takagi Toshiyuki; ur. 25 maja 1991) – japoński piłkarz występujący na pozycji napastnika, zawodnik Cerezo Osaka.

## Życiorys
Jego braćmi są piłkarze: Yoshiaki Takagi (Albirex Niigata) i Daisuke Takagi (Gamba Osaka).

### Kariera klubowa
Od 2009 roku występował w klubach Tokyo Verdy, Shimizu S-Pulse i Urawa Red Diamonds.
6 stycznia 2018 podpisał kontrakt z japońskim klubem Cerezo Osaka, umowa do 31 stycznia 2020; bez odstępnego. 

### Kariera reprezentacyjna
Był reprezentantem Japonii w kategoriach wiekowych: U-18 i U-19.

## Sukcesy

### Klubowe
Shimizu S-Pulse
- Zdobywca drugiego miejsca Pucharu Ligi Japońskiej: 2012

Urawa Red Diamonds
- Zdobywca drugiego miejsca Pucharu Japonii: 2015
- Zdobywca drugiego miejsca Superpucharu Japonii: 2015, 2017
- Zdobywca drugiego miejsca J1 League: 2016
- Zdobywca Pucharu Ligi Japońskiej: 2016
- Zwycięzca Azjatyckiej Ligi Mistrzów: 2017
- Zwycięzca Copa Suruga Bank: 2017

Cerezo Osaka
- Zdobywca Superpucharu Japonii: 2018
- Zdobywca drugiego miejsca Copa Suruga Bank: 2018